# Bebra
Bebra è una città tedesca di 13 983 abitanti, situata nel Land dell'Assia.
È attraversata dalla Fulda.